# Partito della Democrazia Diretta
Il Partito della Democrazia Diretta (in russo Партия прямой демократии?, Partiya pryamoy demokratii; PPD) è un partito politico russo.

## Storia
La creazione del Partito della Democrazia Diretta è stata annunciata pubblicamente il 10 gennaio 2020. Il 5 marzo dello stesso anno si è tenuto il congresso di fondazione del partito, nel quale è avvenuta l'adozione dello statuto, l'elezione del segretario generale del partito e la prima composizione del Consiglio Supremo di Coordinamento. Il fondatore del partito, Vyacheslav Makarov, è stato anche segretario generale del partito.
Il 1º aprile 2020, il partito è stato ufficialmente registrato dal Ministero della Giustizia della Federazione Russa.
Nel novembre 2020, Vyacheslav Makarov ha lasciato la carica di segretario generale, lamentando la mancanza di piani politici a lungo termine e di una piattaforma di lancio per il partito. Il capo delle competenze scientifiche e tecniche del partito, Oleg Artamonov, è stato successivamente eletto nuovo segretario generale al congresso straordinario.

## Partecipazione alle elezioni
L'11 luglio 2020, si è tenuto a Mosca il 2º congresso straordinario del Partito della Democrazia Diretta, in cui sono stati nominati i candidati alle elezioni per le assemblee legislative delle regioni di Voronezh, Novosibirsk, Kaluga e Ryazan, tra cui anche alcuni comuni della regione di Irkutsk e le assemblee distrettuali di Makhachkala, che si sono tenute il 13 settembre 2020.
Durante il referendum costituzionale sugli emendamenti alla Costituzione della Federazione Russa, è risultato essere l'unico partito che ha nominato esperti per monitorare l'andamento del voto elettronico a Mosca.
Nel gennaio 2021, il segretario generale del partito, Oleg Artamonov, ha annunciato che il partito non avrebbe preso parte alle elezioni parlamentari nazionali, concentrandosi invece sulle elezioni dei parlamenti regionali.
Nelle elezioni per l'Assemblea Legislativa dell'Oblast' autonoma ebraica nel 2021, il Partito della Democrazia Diretta ha ottenuto il 5,93% dei voti, conquistando un seggio.

## Ideologia
Il Partito della Democrazia Diretta sostiene l'istituzione della democrazia diretta attraverso la digitalizzazione, ampliando le capacità dell'applicazione "Gosuslugi" per controllare le attività di deputati e funzionari eletti e offrendo ai residenti dei comuni l'opportunità di distribuire direttamente parte del bilancio locale. Al contempo, il partito rifiuta qualsiasi ideologia ufficiale, poiché la linea politica dei deputati eletti dovrebbe essere determinata direttamente sul campo dagli elettori.
Stando al manifesto, il Partito della Democrazia Diretta intende realizzare:
- piena trasparenza del lavoro di tutti i deputati negli organi legislativi di tutti i livelli in una forma conveniente per l'elettore;
- digitalizzazione e algoritmizzazione delle azioni di funzionari e rappresentanti del governo;
- adozione della legge sulla revoca dei deputati;
- ampliare l'elenco delle cariche elettive tra funzionari e rappresentanti del governo, compresi i magistrati;
- ridurre gli ostacoli allo svolgimento di referendum, nonché organizzare una nuova forma di referendum consultivo, che consenta di conoscere l'opinione degli elettori su questioni urgenti e di sottoporre il risultato all'esame dell'autorità legislativa competente;
- divisione del bilancio dei comuni in due parti: generale e distribuito dai cittadini.[7]

## Critiche
Il capo del "Political Expert Group" Konstantin Kalachev ha suggerito che il Partito della Democrazia Diretta stia tentando di incanalare le proteste dei residenti istruiti e giovani delle megalopoli. Sergey Starovoitov, direttore generale del Club delle regioni, ha affermato che il partito utilizza il contesto politico per promuovere progetti imprenditoriali. Alexander Zhalov, direttore della ricerca presso l'ISEPI, ha sottolineato che il partito non ha un programma significativo e che mira a promuovere il voto elettronico, e le società informatiche che partecipano al progetto potranno ricevere preferenze dallo stato nel futuro. Il quotidiano online Meduza, citando le sue fonti nell'amministrazione presidenziale, ha riferito che il progetto del partito è stato sviluppato dal Cremlino stesso; tuttavia il fondatore del partito Vyacheslav Makarov nega che il Partito della Democrazia Diretta sia un progetto delle autorità federali.
Lo scienziato politico, capo del Consiglio di esperti dell'EISI Gleb Kuznetsov ha osservato che il Partito della Democrazia Diretta considera il suo elettorato come "giovani, confusi dalla politica, fan del progresso incondizionato, persone di Internet, giocatori online", mentre in realtà il suo pubblico si basa principalmente su posizioni spontanee o consapevoli, compatibili con la sinistra moderna, a cui il partito però non corrisponde, diventando alla fine una fonte di voti per il Partito della Crescita e per l'ala liberale di Russia Unita.

## Leader
- Vyacheslav Makarov, 5 marzo – 5 dicembre 2020
- Oleg Artamonov, dal 5 dicembre 2020[14]